# 河岸岩荠
河岸岩荠（学名：[Cochlearia rivulorum] 错误：{{Lang}}：文本有斜体标记（帮助））为十字花科岩荠属下的一个种。

## 扩展阅读
- 維基物種上的相關：河岸岩荠